# Bhowal
Bhowal fou un petit estat tributari protegit de l'Índia, a les muntanyes Khasi a Assam. La població el 1901 era de 865 habitants. Els seus ingressos eren de 900 rupies. Produïa arròs, mill, pebre negre i llima.